# Aphanistes
Aphanistes is een geslacht van insecten uit de orde vliesvleugeligen (Hymenoptera) en de familie Ichneumonidae.

## Soorten
- A. anaxeus Gauld, 1978
- A. arcei Gauld & Bradshaw, 1997
- A. basilicon (Davis, 1898)
- A. bellicoides Uchida, 1958
- A. bellicosus (Wesmael, 1849)
- A. carinifrons (Cameron, 1899)
- A. colladoi Gauld & Bradshaw, 1997
- A. coreanus Uchida, 1958
- A. coxatus Hopper, 1981
- A. crassulus Hopper, 1981
- A. crepuscularis Hopper, 1981
- A. cuneatus Dasch, 1984
- A. decurvihastatus Hopper, 1981
- A. didii Gauld & Bradshaw, 1997
- A. dnopherus Gauld, 1978
- A. dreisbachi Hopper, 1981
- A. edemae (Davis, 1898)
- A. elbae Gauld & Bradshaw, 1997
- A. enargiae Hopper, 1981
- A. eupterotes Cushman, 1937
- A. felixi Gauld & Bradshaw, 1997
- A. flavigena (Enderlein, 1921)
- A. flaviscutellaris Hopper, 1981
- A. fuscipes Hopper, 1981
- A. gliscens (Hartig, 1838)
- A. gracilis Hopper, 1981
- A. guadamuzae Gauld & Bradshaw, 1997
- A. guatemalenus (Cameron, 1886)
- A. heinrichi Hopper, 1981
- A. hopperi Dasch, 1984
- A. hyalinis (Norton, 1863)
- A. iwatai Uchida, 1958
- A. jozankeanus (Matsumura, 1912)
- A. kankonis Uchida, 1928
- A. kayi Gauld, 1980
- A. klugii (Hartig, 1838)
- A. limulus Gauld, 1978
- A. luscus Gauld, 1978
- A. manitobae Dasch, 1984
- A. martini Dasch, 1984
- A. masoni Hopper, 1981
- A. nexus Gauld, 1978
- A. nigrorufus (Norton, 1863)
- A. nocturnus Lee & Choi, 2004
- A. nugalis (Tosquinet, 1889)
- A. orchardae Gauld & Bradshaw, 1997
- A. paupus Gauld, 1978
- A. politus Hopper, 1981
- A. puparum (Ashmead, 1890)
- A. rheumapterae Dasch, 1984
- A. ruficornis (Gravenhorst, 1829)
- A. sedlaceki Gauld, 1978
- A. shikaribetsensis Uchida, 1958
- A. stigmatus Dasch, 1984
- A. taiwanensis Kusigemati, 1983
- A. thoracicus (Brischke, 1880)
- A. townesi Hopper, 1981
- A. transstriatus Kusigemati, 1988
- A. tricolor Uchida, 1958
- A. variicolor (Morley, 1913)
- A. villosus (Tosquinet, 1903)
- A. wadai Uchida, 1958
- A. walleyi Hopper, 1981